# Wolfenbüttel
Wolfenbüttel es una ciudad de Baja Sajonia, Alemania, sobre el río Oker, situada a unos 13 km al sur de Brunswick además de ser la capital (Kreisstadt) del distrito de Wolfenbüttel y sede episcopal de la Iglesia Luterana del Estado de Brunswick. También es la ciudad más meridional de las 172 ciudades del norte de Alemania cuyo nombre termina en büttel, con el significado de "residencia" o "asentamiento".

## Historia
No se conoce cuándo fue fundada Wolfenbüttel, pero es mencionada por primera vez en 1118 como Wulferisbutle. El primer asentamiento probablemente se restringía a una diminuta isleta en el río Oker. 
Wolfenbüttel se convirtió en la residencia de los duques de Brunswick en 1432. A lo largo de los siguientes tres siglos creció hasta ser un centro de las artes, y personajes tales como Anton Wilhelm Amo, Michael Praetorius, Johann Rosenmüller, Gottfried Leibniz, y Gotthold Ephraim Lessing vivieron aquí. La corte ducal finalmente volvió a Braunschweig en 1753 y Wolfenbüttel consiguientemente perdió en importancia.
La Batalla de Wolfenbüttel, parte de la Guerra de los Treinta Años, se libró aquí en junio de 1641, cuando las tropas suecas al mando de Wrangel y el Conde de Königsmark derrotaron a las tropas austríacas al mando del Archiduque Leopoldo de Habsburgo.
El compositor Johann Rosenmüller, quien tuvo que huir de Alemania debido a acusaciones de homosexualidad y pasó muchos años en el exilio, pasó sus últimos años en Wolfenbüttel y murió aquí en 1684.
A finales del siglo XVIII, Gotthold Ephraim Lessing dirigió la biblioteca ducal, la Biblioteca Duque Augusto (Herzog-August-Bibliothek), y estableció una de las primeras bibliotecas de préstamo en la Ilustración en Europa.
Durante la II Guerra Mundial, la prisión de la ciudad se convirtió en un importante centro de ejecución de prisioneros de la Gestapo. La mayoría de estos ejecutados eran miembros de diferentes grupos de la Resistencia. Una de estas víctimas fue el clérigo Lambert, un monje de la Abadía de Ligugé en Francia, quien fue decapitado ahí el 3 de diciembre de 1943.

## Lugares de interés
- El castillo o palacio barroco (Schloss Wolfenbüttel). En 1866, el castillo se convirtió en la Escuela-Anna-Vorwerk para chicas. En la actualidad parte del edificio es utilizado como escuela de secundaria; también alberga grandes ejemplos de estancias de estado barrocas, que están abiertas al público como museo.
- Biblioteca Duque Augusto (Herzog-August-Bibliothek, HAB), la biblioteca ducal, alberga una de las mayores y mejor conocidas colecciones de libros antiguos en el todo el mundo. Es especialmente rica en biblias, incunables, y libros del periodo de la Reforma, con unos 10 000 manuscritos. Fue fundada en 1572 y reubicada en una interpretación del Panteón en 1723, construida de cara al castillo; el edificio actual de la biblioteca fue construido en 1886. Leibniz y Lessing trabajaron en esta biblioteca, Lessing como bibliotecario. El Codex Carolinus en la biblioteca es uno de los pocos textos que se conservan en lengua gótica. La biblioteca también alberga la biblia de Enrique el León, un libro preservado en casi perfecto estado desde el año 1170.[5]
- Klein-Venedig. Un edificio pintoresco a orillas (Gracht) del río Oker construido en el siglo XVIII.
- Las iglesias Beatae Mariae Virginis, construida en el siglo XVII, y St.-Trinitatiskirche (Iglesia de la Trinidad), construida a principios del siglo XVIII.

La ciudad también fue el emplazamiento del anterior Cuartel Northampton, que albergó unidades del Ejército Británico del Rin hasta 1993 (código postal: BFPO 33).
En la actualidad, Wolfenbüttel es más pequeña que las ciudades vecinas de Braunschweig (Brunswick), Salzgitter, y Wolfsburgo, pero, debido a que no fue gravemente dañada durante la guerra, su casco antiguo es rico en construcciones de entramados de madera, muchos de ellos de varios siglos de antigüedad, y todavía conserva su carácter histórico. Wolfenbüttel se halla en la Ruta alemana de arquitectura de entramados de madera.

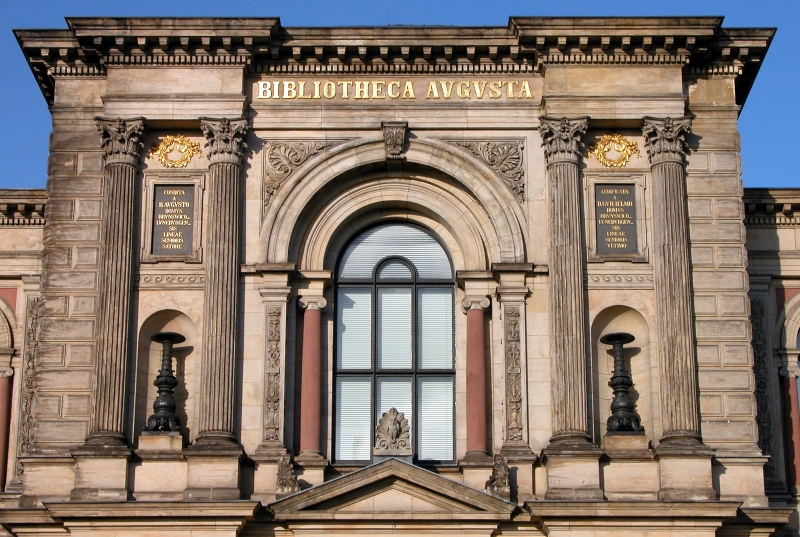
El portal sobre la entrada de la Bibliotheca Augusta (HAB)
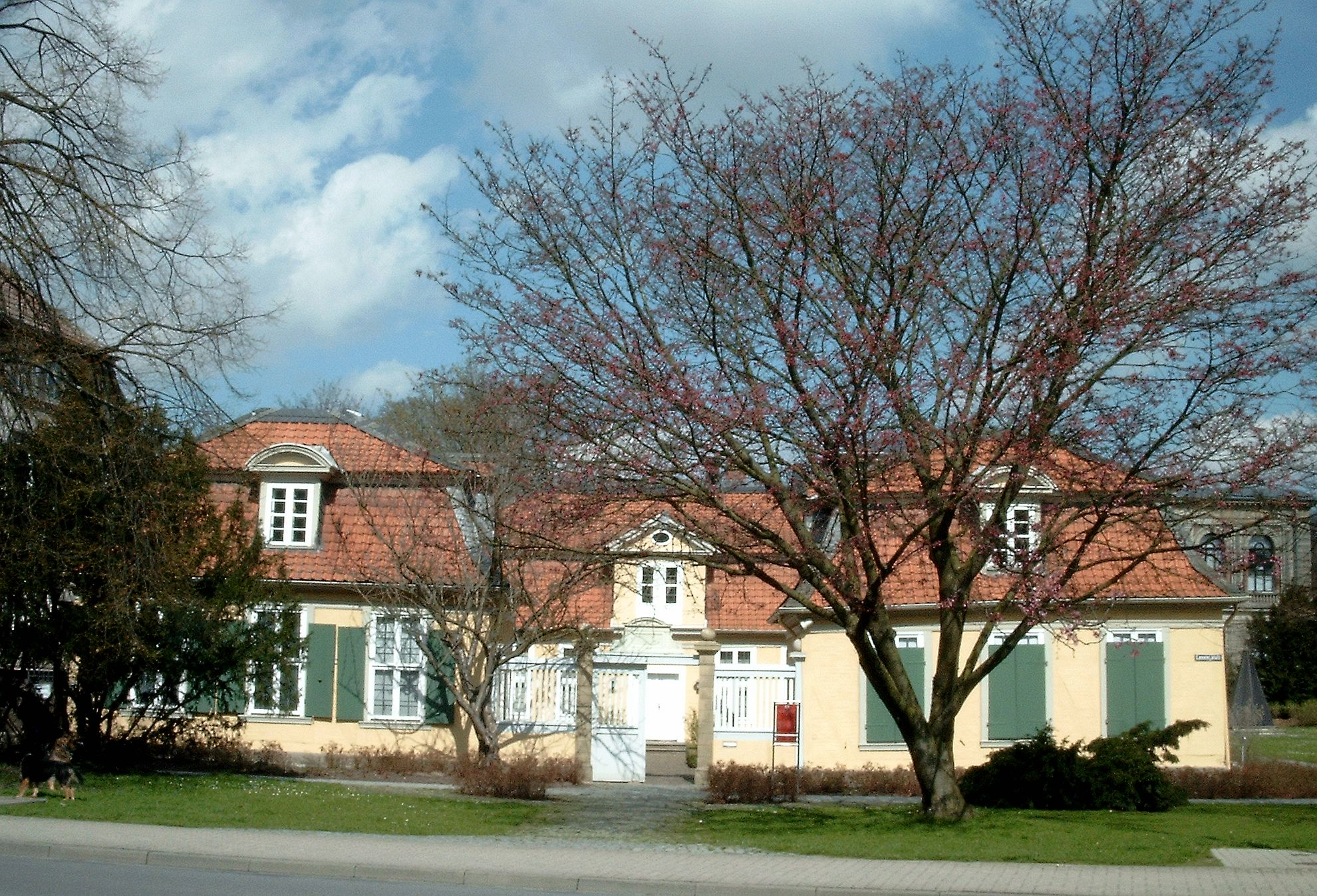
La residencia de Gotthold Lessing cuando era bibliotecario en la HAB
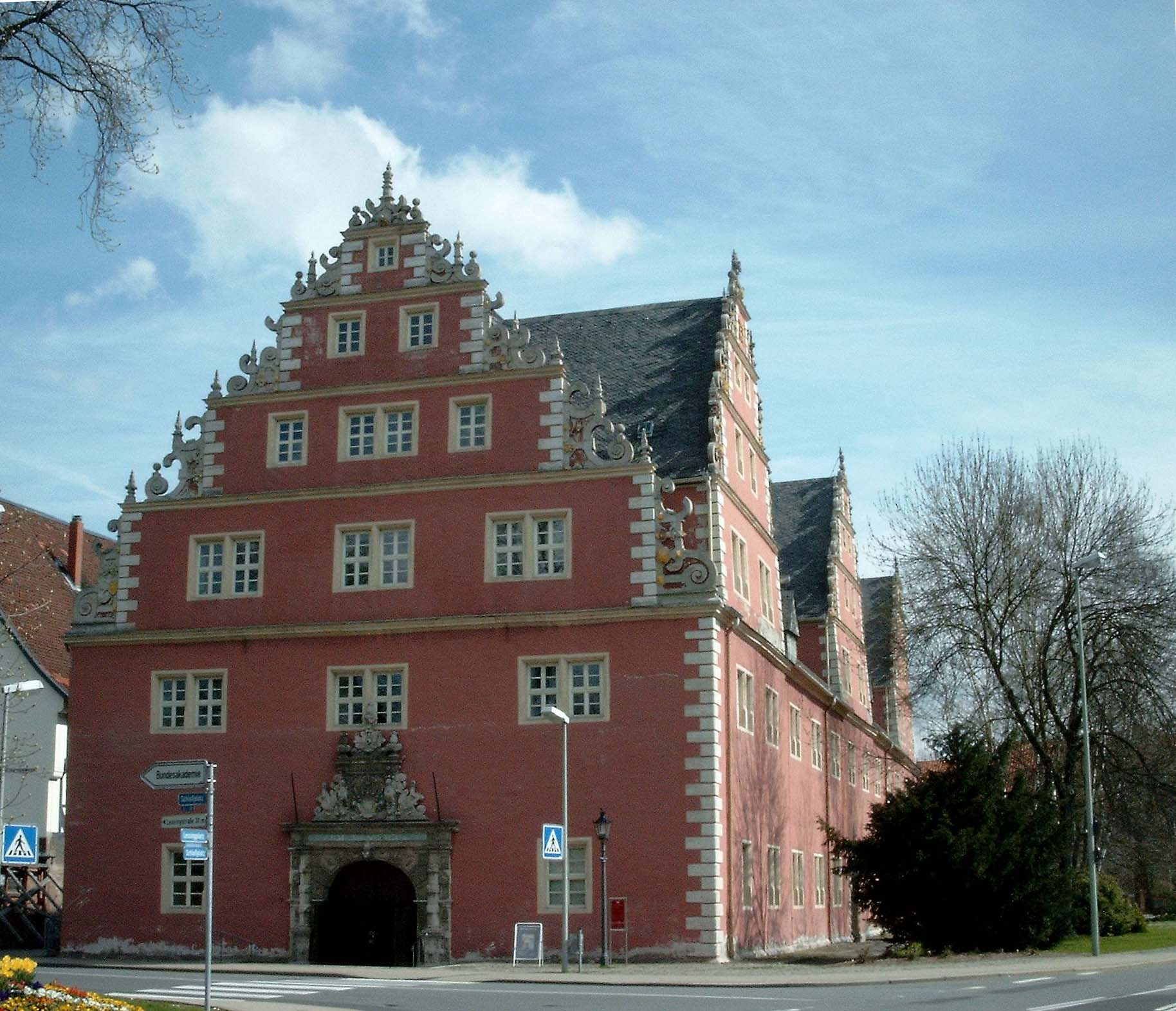
El antiguo arsenal de Wolfenbüttel ahora alberga parte de la HAB
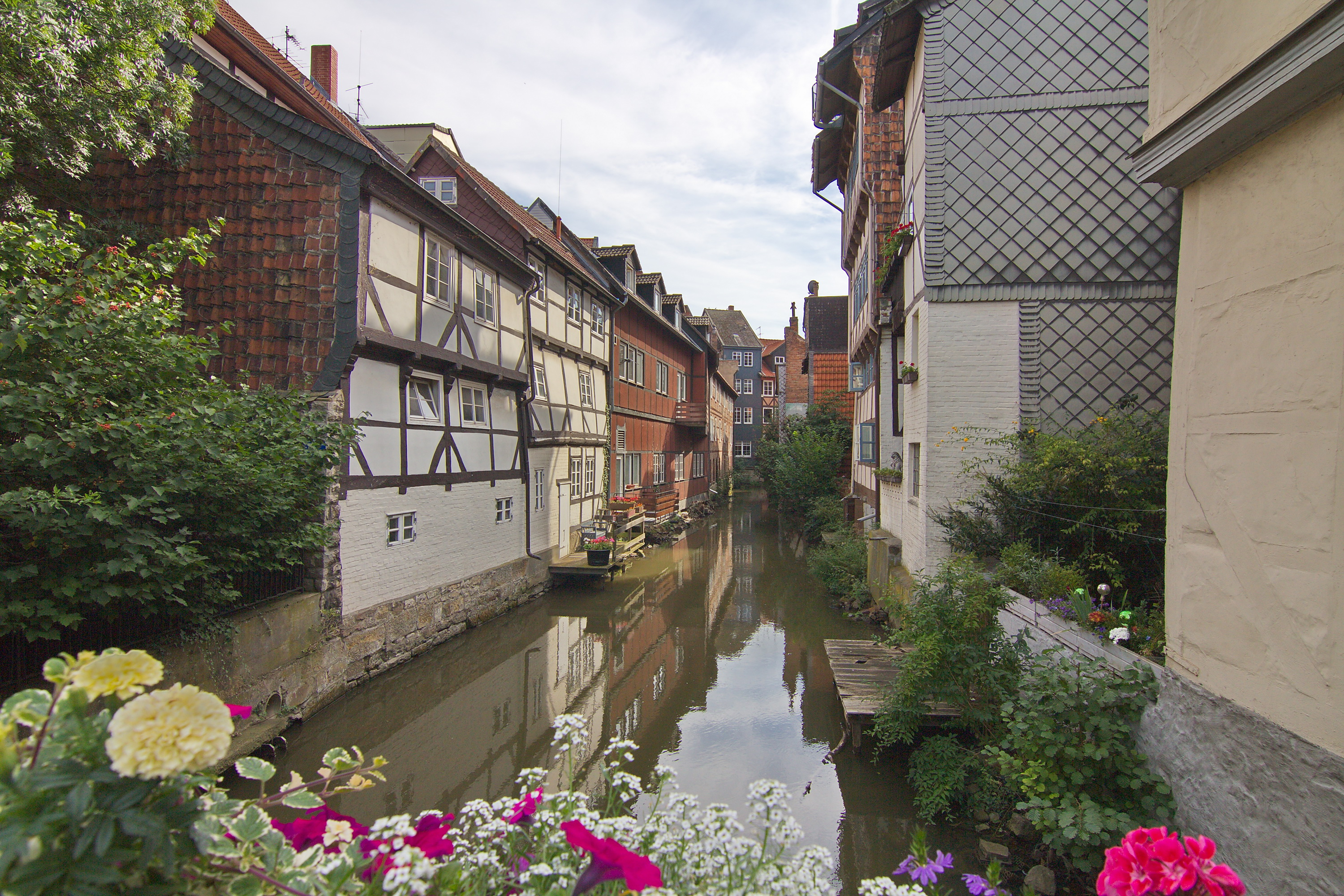
Klein-Venedig
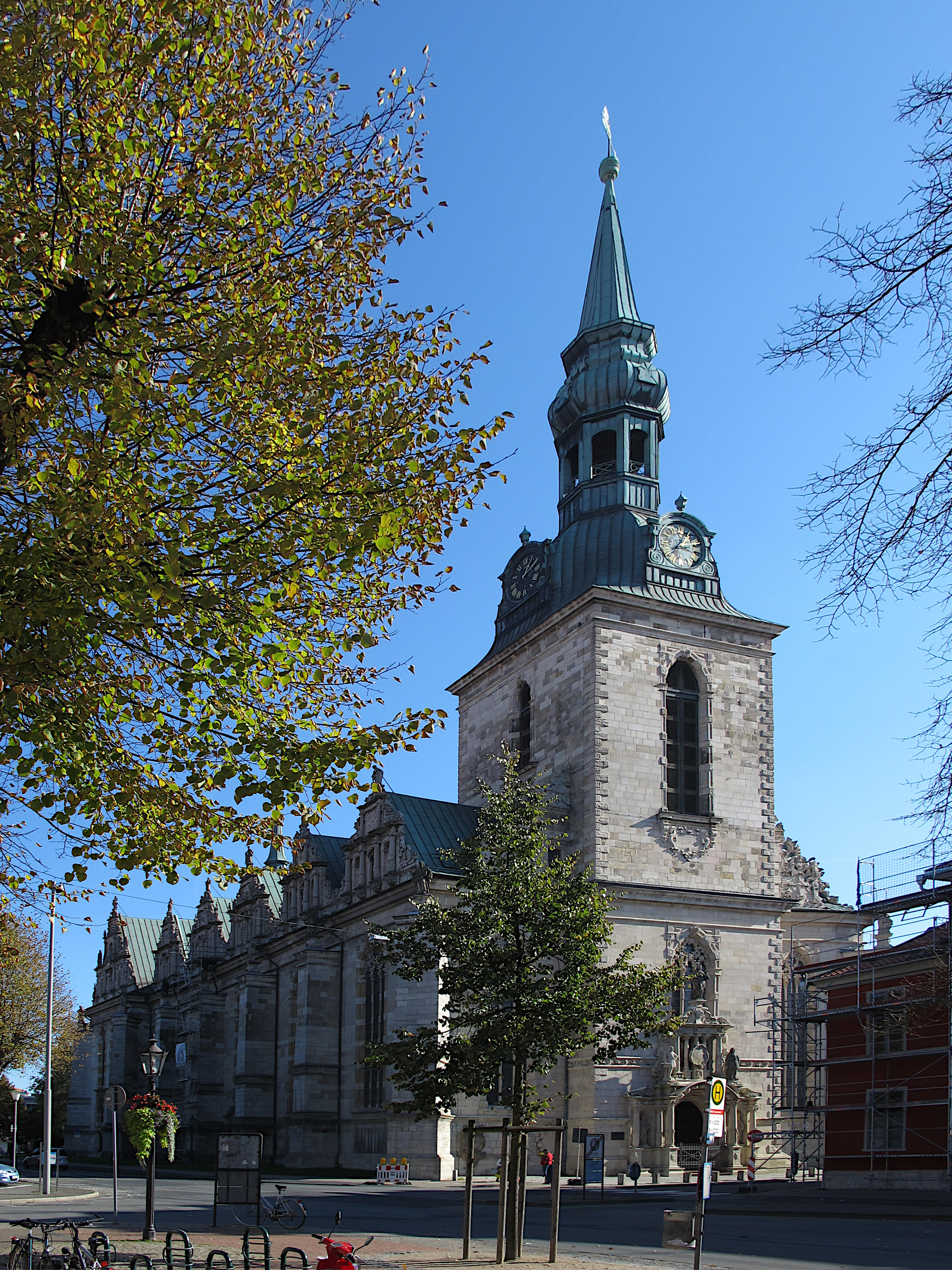
Beatae Mariae Virginis
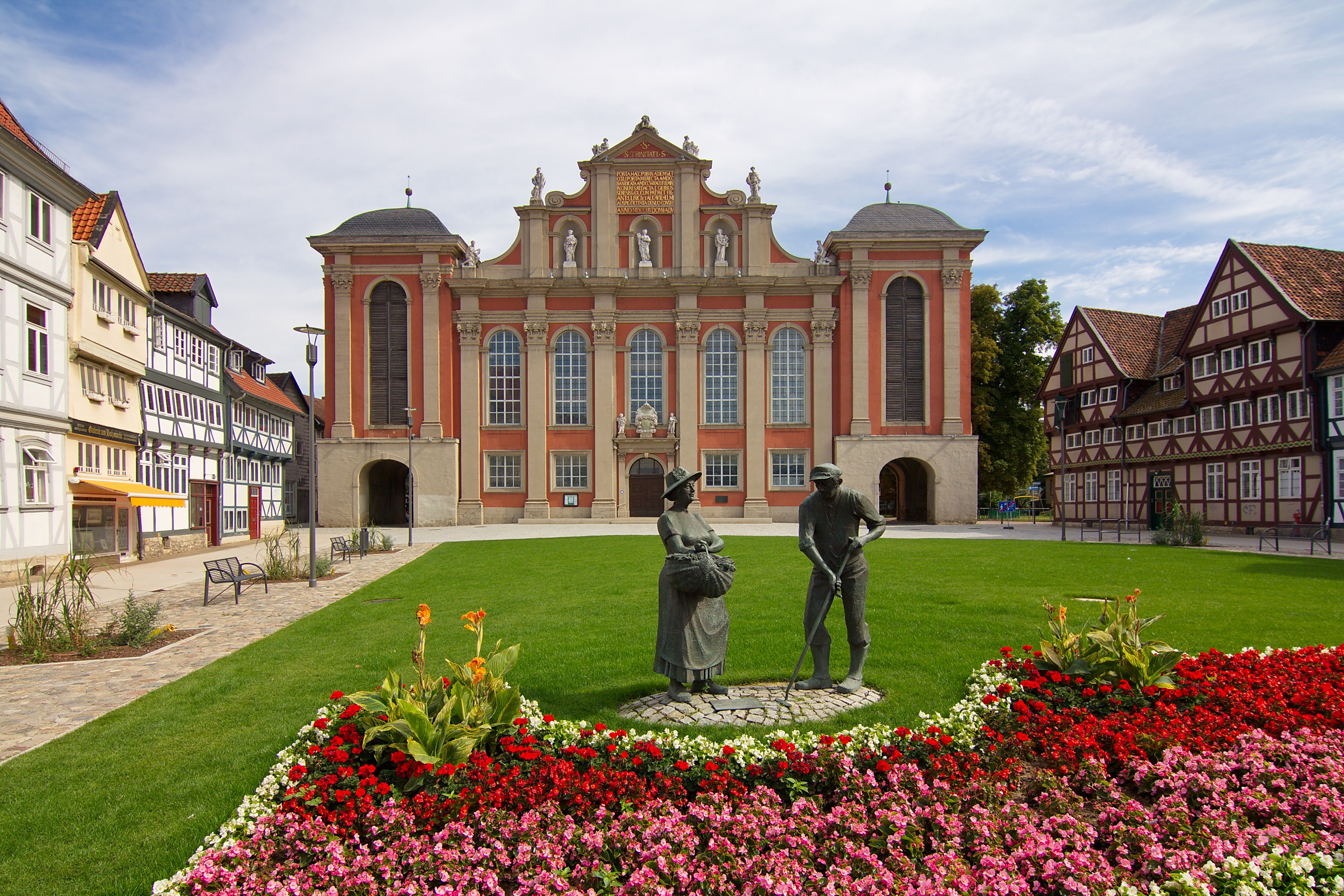
Iglesia de la Trinidad
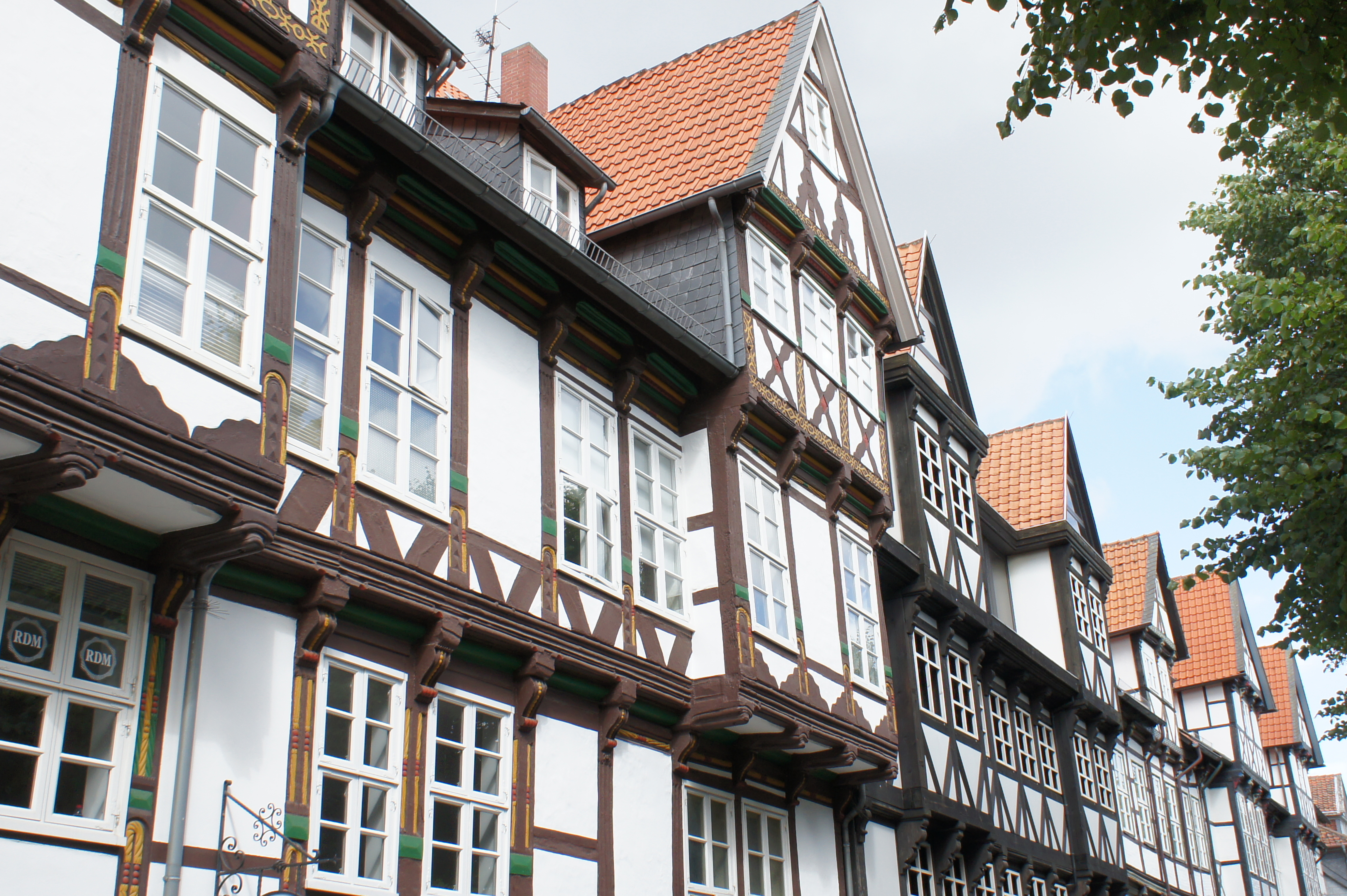
Construcciones con entramados de madera en Wolfenbüttel
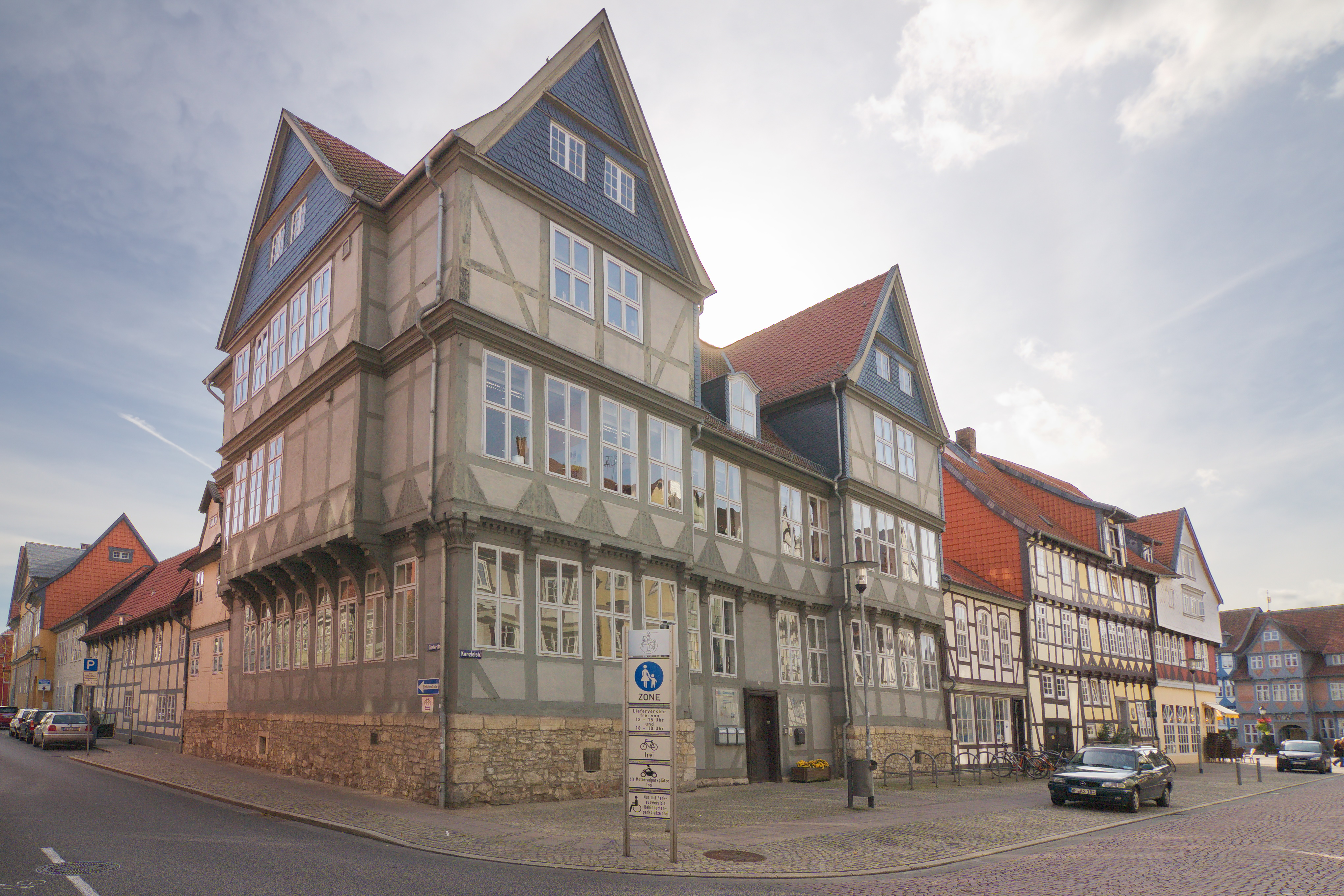
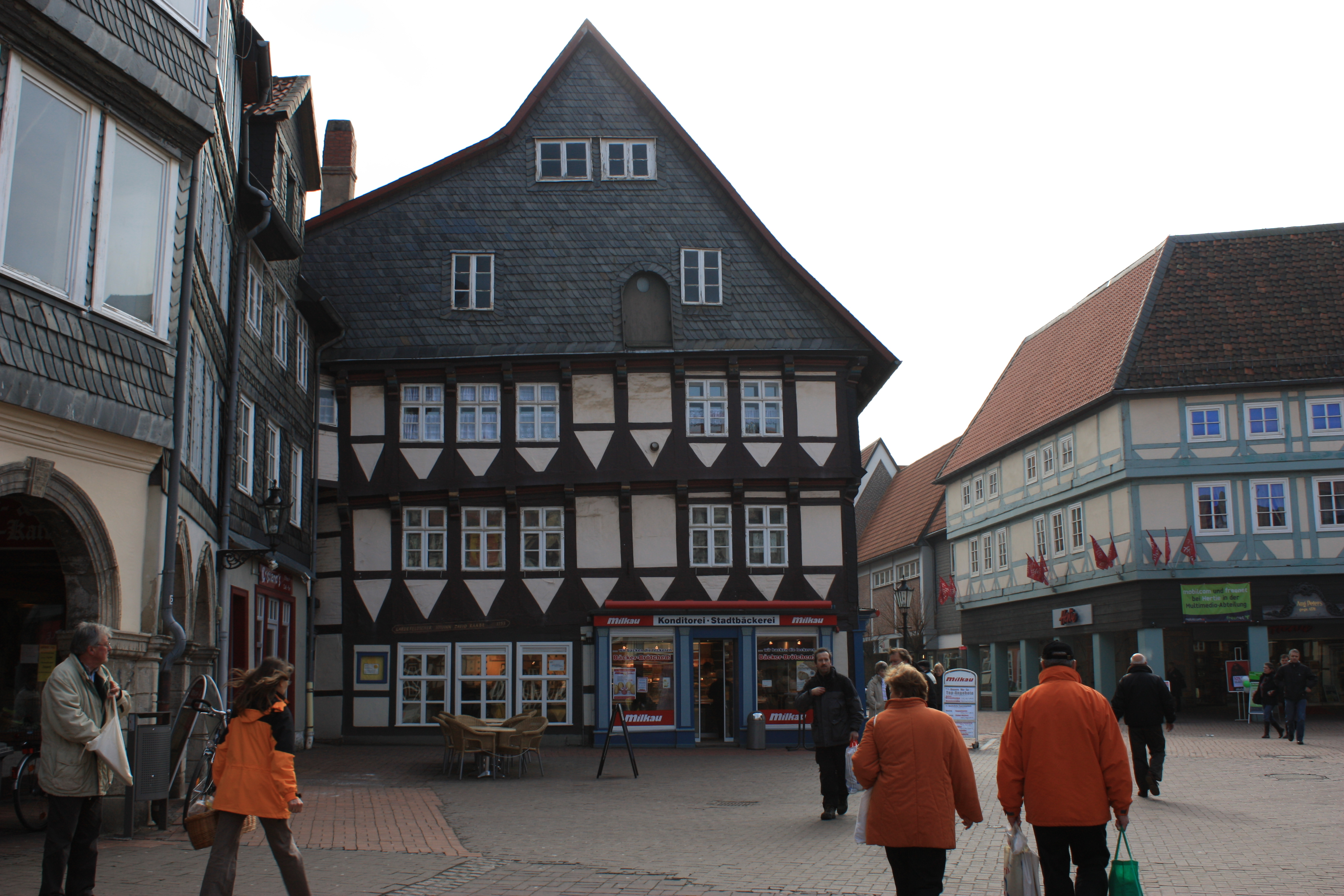
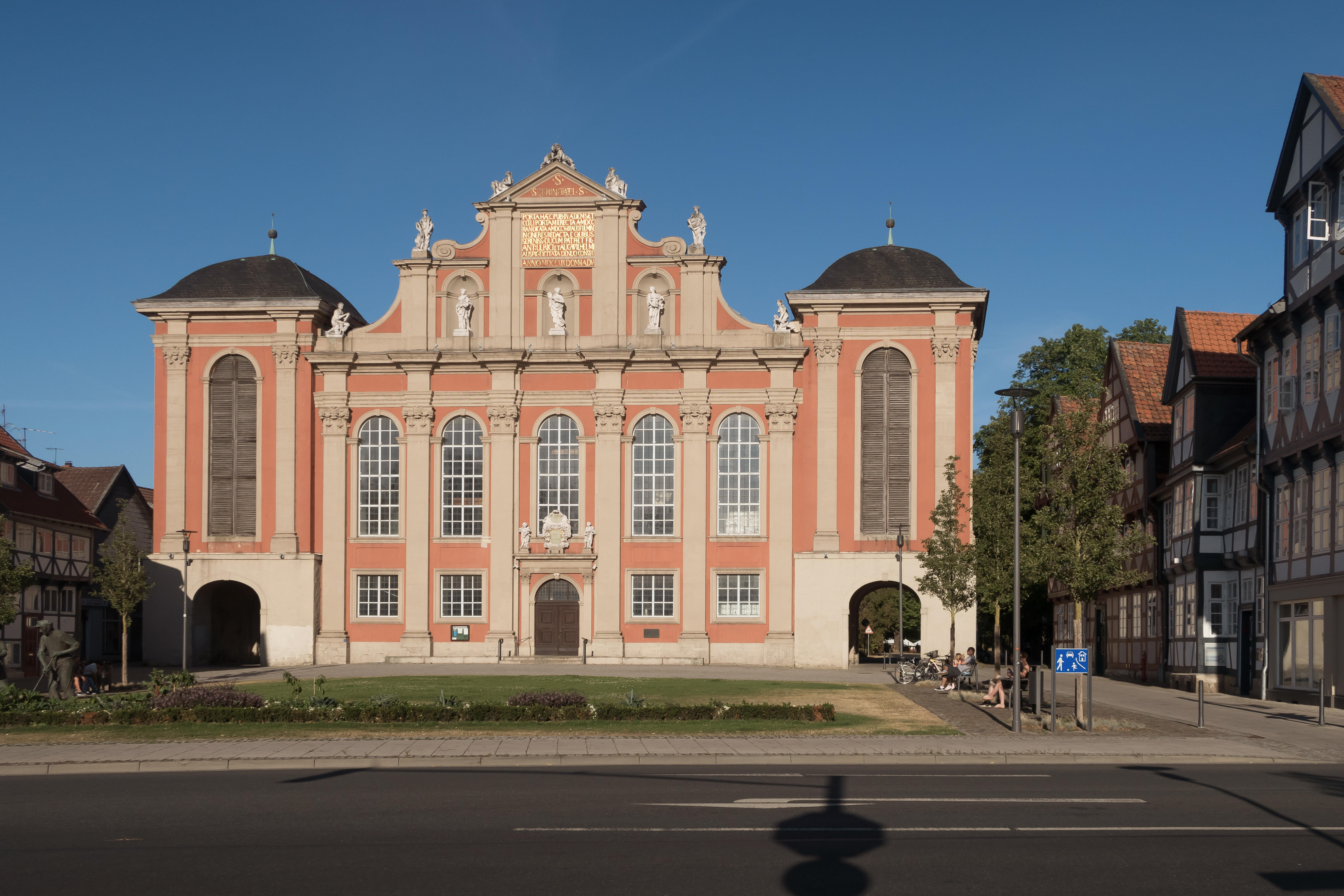
Iglesia (Trinitatiskirche)
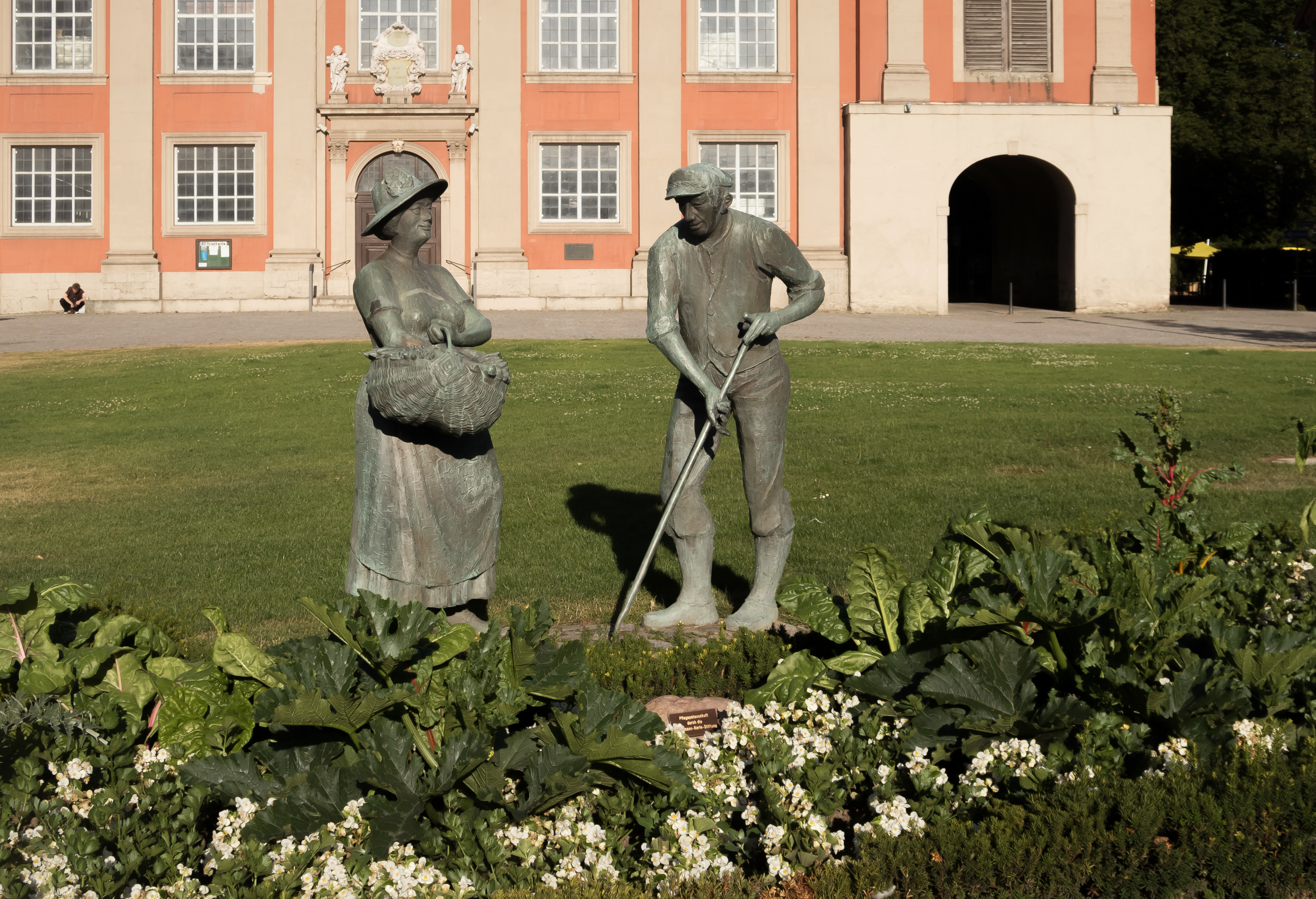
Escultura delante de la iglesia (Trinitatiskirche)
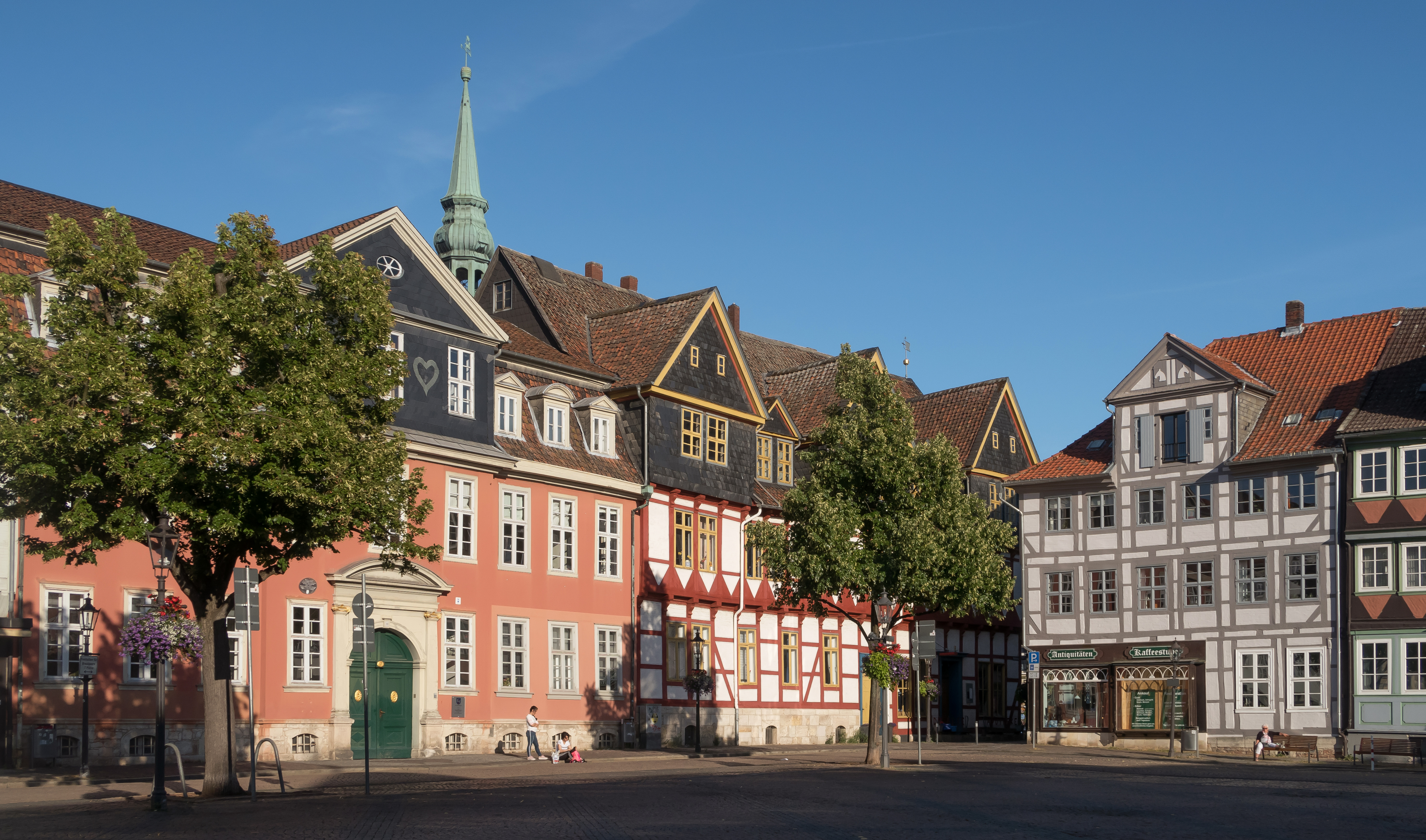
Plaza cerca la Rathauspassage
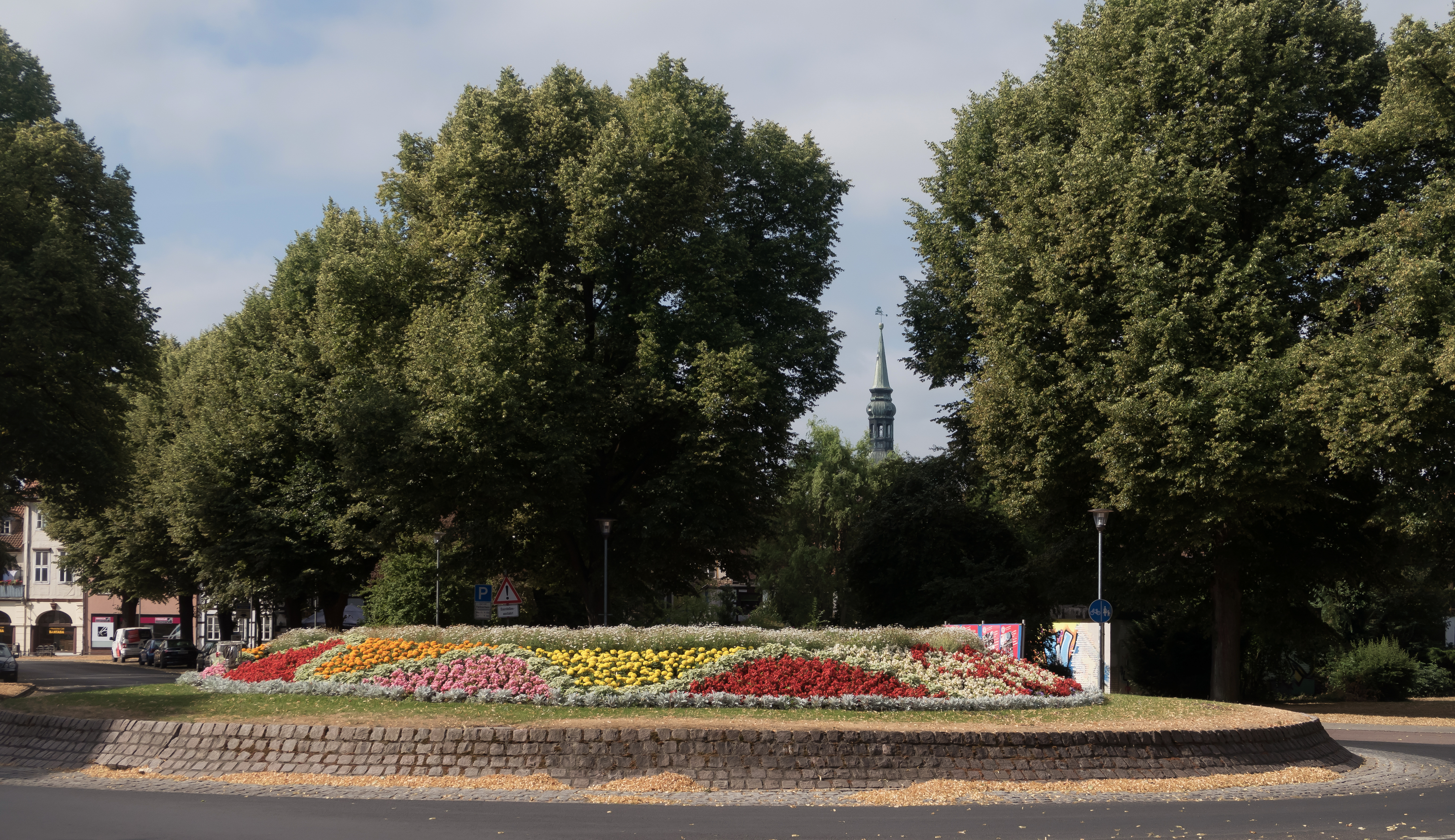
Rotonda cerca al Herzogtore

## Cultura

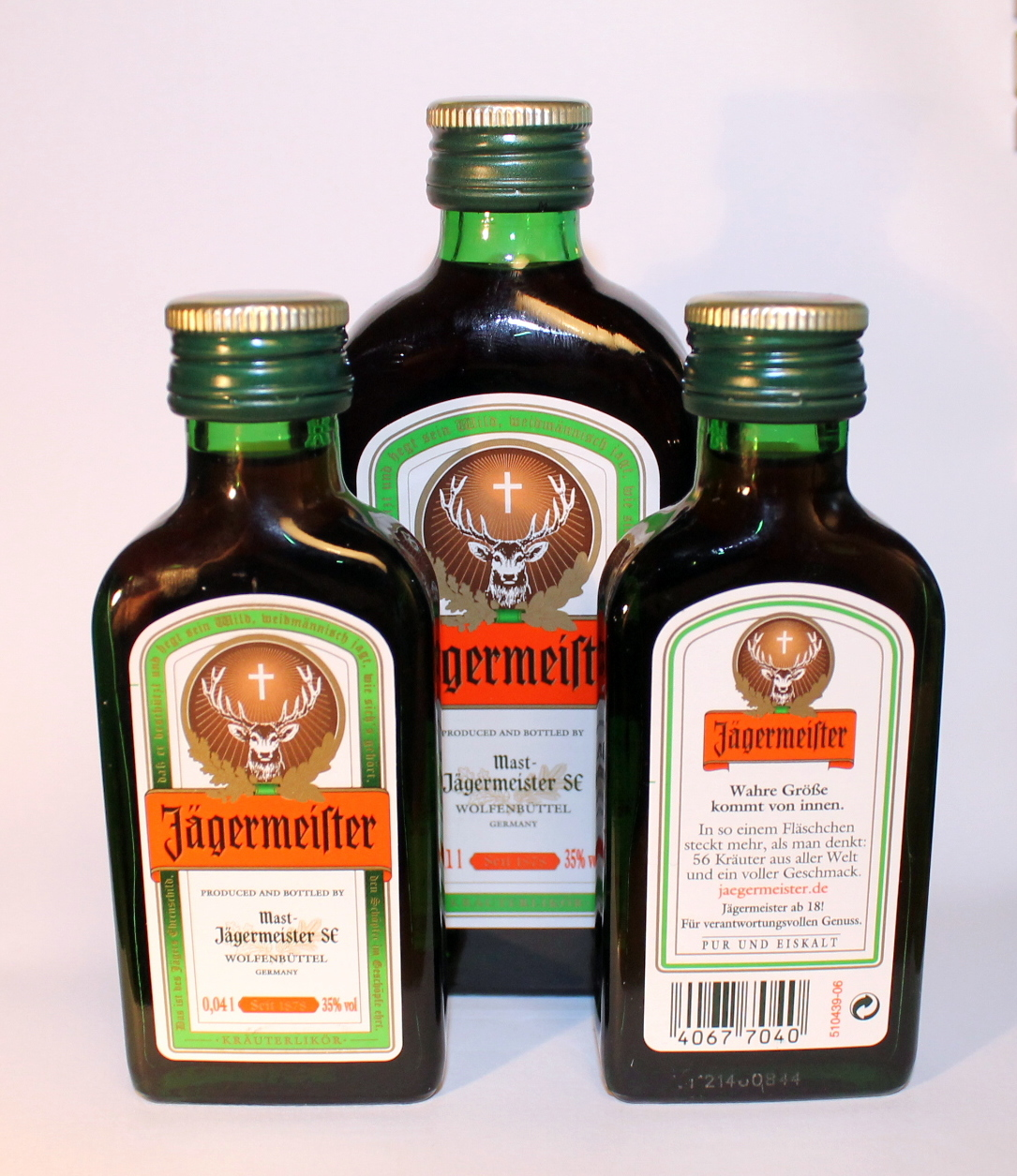
El licor de hierbas Jägermeister es destilado en Wolfenbüttel.

Wolfenbüttel es la sede de varios departamentos de la Universidad Ostfalia de Ciencias Aplicadas y de la Lessing-Akademie, una organización para el estudio de la obra de Lessing. También es la sede del Niedersächsisches Staatsarchiv, los archivos del Estado de Baja Sajonia.
El licor de hierbas Jägermeister es destilado en Wolfenbüttel y aquí se localiza la sede central de la corporación Mast-Jägermeister. 
Wolfenbüttel hospedó durante tres días en mayo de 2009 el campeonato internacional de fuerza física con autobuses, consistente en equipos de cinco personas empujando un autobús de 16 toneladas y 30 metros de largo.

## Ciudades hermanadas
- Sèvres, Francia
- Kenosha, Wisconsin, Estados Unidos
- Satu Mare, Rumania
- Kamienna Góra, Polonia
- Rhondda Cynon Taf, Gales

Un puente en Wolfenbüttel recibe el nombre de cada una de estas ciudades. En Kenosha, existe un parque situado en la costa del Lago Míchigan que recibe el nombre de Wolfenbüttel.